# Eleutherodactylus ricordii
Eleutherodactylus ricordii is een kikkersoort uit de familie van de Eleutherodactylidae.
De soort werd voor het eerst wetenschappelijk beschreven door Auguste Duméril en Gabriel Bibron in 1841. Oorspronkelijk werd de wetenschappelijke naam Hylodes ricordii gebruikt. De soortaanduiding ricordii is een eerbetoon aan Alexandre Ricord (1798–1876).
Er is nog geen officiële Nederlandstalige naam voor deze soort, soms wordt de naam Cubaanse fluitkikker gebruikt.
De kikker komt voor in delen van Zuid-Amerika en is endemisch op Cuba.